# Serolina holia
Serolina holia är en kräftdjursart som beskrevs av Gary C.B. Poore1987. Serolina holia ingår i släktet Serolina och familjen Serolidae. Inga underarter finns listade i Catalogue of Life.